# Hipódromo de Deauville-La Touques
El hipódromo de Deauville-La Touques  es un hipódromo ubicado en la ciudad balneario de Deauville.
Es, junto a los hipódromos de Longchamp, Saint-Cloud, Chantilly y Auteuil, propiedad de France Galop.

## Historia
Por iniciativa del duque de Morny, hermano del emperador Napoleón III y fundador de la ciudad balneario de Deauville, el hipódromo se inauguró en agosto de 1863, año en el que se celebraron las dos primeras reuniones de carreras los días 14 y 15 de agosto. Poco a poco, el meeting se va ampliando, y se crea la Coupe de Deauville en 1866, dotada con 20.000 Francos franceses y un objeto de arte valorado en 10.000 Francos franceses y  en 1871 se disputa por primera vez el Grand Prix de Deauville.
Las instalaciones del hipódromo se han ido modernizando progresivamente. En 1890, se contruyó una sala de balanzas de estilo neo-normando. En 1913, se incorpora una pista en línea recta, sobre la cual se disputan la mayor parte de las mejores carreras, así como las tribunas en ladrillo. En 1982, el hipódromo se convierte en centro de entrenamiento que recibe caballos durante todo el año. En 1991, se crea un pequeño meeting de carreras en el mes de octubre.
En 1995, todo el hipódromo es renovado, principalmente las tribunas, que desde entonces incorporan un restaurante panorámico, y se modifica el diseño del paddock de presentación. El 6 de julio de 2003 se inaugura una nueva pista de fibra sable de 2000 m de circunferencia, construida en el interior de la pista de hierba. Ésta nueva pista permite, desde entonces, organizar jornadas de carreras en cualquier tipo de condición meteorológica. Asimismo, en el invierno de 2003-2004 comienza a celebrarse el meeting invernal de carreras. En enero de 2007, se celebran las primeras jornadas de carreras matinales. El hipódromo se convierte entonces en el hipódromo, en el que más carreras lisas se disputan a lo largo del año en Francia.
En mayo de 2016, se celebran en el hipódromo parte de los grandes premios que se venían celebrando en el Hipódromo de ParisLongchamp, cerrado por trabajos de remodelación, como las prestigiosas Poule d'Essai des Poulains y la Poule d'Essai des Pouliches, así como el Prix Saint-Alary, las tres, carreras de Grupo 1. Éstas tres carreras, también se disputaron en Deauville en 2017, antes de volver al Hipódromo de ParisLongchamp en 2018. En junio y julio de 2016, se celebran en el hipódromo varias reuniones, inicialmente planeadas a celebrarse en el Hipódromo de Maisons-Laffitte, inundado por el desbordamiento del río Sena. En julio de 2018, France Galop transfiere a La Touques el Prix Jean Prat, que habitualmente se disputaba en Chantilly, convirtiéndose en la 6ª carrera de Grupo 1 en Deauville. En junio de 2020, el hipódromo celebra por tercera vez la Poule d'Essai des Poulains y la Poule d'Essai des Pouliches al encontrarse el Hipódromo de ParisLongchamp cerrado por restricciones sanitarias por Covid-19 en el departamento de Ile-de-France. Las carreras se disputaron a puerta cerrada, es decir, sin público, ni siquiera los propios propietarios de los caballos.  En noviembre de 2021, se instala iluminación LED en la pista de fibra sable y también en el paddock de presentación, con el fin de celebrar jornadas de carreras nocturnas y semi-nocturnas, que tienen un mejor horario que las jornadas matinales para la difusión televisiva así como para las casas de apuestas.

## Características técnicas
El hipódromo alberga carreras de caballos que se disputan principalmente en tres meetings diferentes : un meeting de verano entre julio y agosto, un mini-meeting en octubre de 3 días coincidiendo con las Subasta de Yearlings, que se celebra en la sala de subastas Élie-de-Brignac, y un meeting de invierno entre noviembre y marzo. Situado en el 45 de la avenida Hocquart-de-Turtot, se encuentra en el corazón de la ciudad balneario. Tiene 3 pistas : 2 de hierba (una pista lisa de 2200 m de circunferencia y una pista en línea recta de 1600 m), así como 1 pista de fibra sable de unos 2100 metros.

## Lista de carreras deGrupo 1que se disputan en Deauville-La Touques
| Mes          | Carrera                | Distancia          | Condiciones                  | Premios   |
| ------------ | ---------------------- | ------------------ | ---------------------------- | --------- |
| Julio        | Prix Jean Prat         | 1400 m             | 3 años                       | 400 000 € |
| Julio/agosto | Prix Rothschild        | 1600 m             | Yeguas de 3 años en adelante | 300 000 € |
| Agosto       | Prix Morny             | 1200 m línea recta | 2 años                       | 350 000 € |
| Agosto       | Prix Maurice de Gheest | 1300 m línea recta | 3 años en adelante           | 380 000 € |
| Agosto       | Prix Jean Romanet      | 2000 m             | 4 años en adelante           | 250 000 € |
| Agosto       | Prix Jacques Le Marois | 1600 m línea recta | 3 años en adelante           | 600 000 € |